# كيلي وارد
كيلي وارد (بالإنجليزية: Kelly Ward)‏ هو كاتب سيناريو وممثل أمريكي، ولد في 17 نوفمبر 1956 بسان دييغو في الولايات المتحدة.

## أعمال

### أفلام
- (1978) غريس[2]

## وصلات خارجية
- كيلي وارد على موقع IMDb (الإنجليزية)
- كيلي وارد على موقع ألو سيني (الفرنسية)
- كيلي وارد على موقع ميوزك برينز (الإنجليزية)
- كيلي وارد على موقع أول موفي (الإنجليزية)
- كيلي وارد على موقع أول موفي (الإنجليزية)
- كيلي وارد على موقع قاعدة بيانات الأفلام السويدية (السويدية)
- كيلي وارد على موقع ديسكوغز (الإنجليزية)
- كيلي وارد على موقع قاعدة بيانات الفيلم (الإنجليزية)
- كيلي وارد على موقع كينوبويسك (الروسية)